# Garudimimus
Garudimimus (що означає «імітатор Гаруди») — рід орнітомімозаврів, що мешкав в Азії під час пізньої крейди. Рід відомий за єдиним екземпляром, знайденим у 1981 році Радянсько-Монгольською палеонтологічною експедицією у формації Баян-Шіре та офіційно описаним того ж року Рінченом Барсболдом; єдиним видом є Garudimimus brevipes. Кілька інтерпретацій щодо анатомічних рис Garudimimus були зроблені під час задніх досліджень зразка, але більшість із них були розкритиковані під час його повного переопису у 2005 році. Великі неописані залишки орнітомімозаврів у типовому місці Garudimimus можуть представляти додаткові зразки роду.
Єдиний відомий екземпляр Garudimimus був твариною середнього розміру, довжиною ≈ 3,5 м і вагою ≈ 77,3—98 кг. Це був орнітомімозавр із сумішшю основних і похідних рис; на відміну від примітивних орнітомімозаврів, і верхня, і нижня щелепи були беззубими, риса, про яку часто повідомляють у більш похідних орнітомімідів. Гарудимім мав відносно короткі та кремезні задні кінцівки, міцні лапи та зменшену клубову кістку. Ступня мала чотири пальці, причому перший дуже зменшений, тоді як орнітоміди були трипалими, перший палець був втрачений. У беззубого черепа дуже прямі щелепи, що закінчуються більш округлим кінчиком морди, ніж в інших родів. Раніше вважалося, що цей примітивний орнітомімозавр мав слізний «ріжок» у верхній частині черепа, перед очною ямкою. Однак повторний опис єдиного зразка показав, що ця структура була просто спотвореною лівою передлобною кісткою.

## Галерея

Схема скелета, що показує відомі елементи голотипу
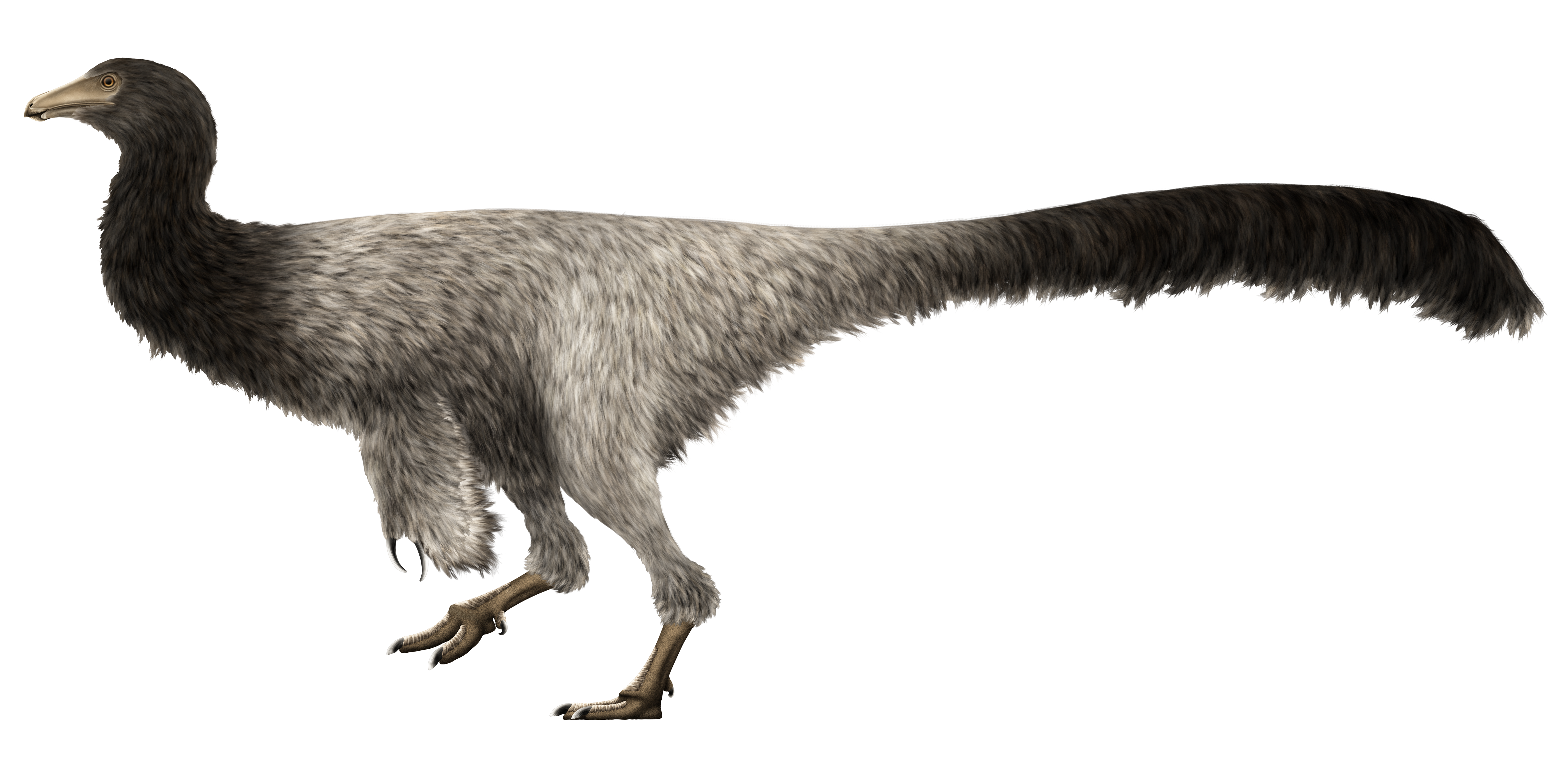
Художнє представлення
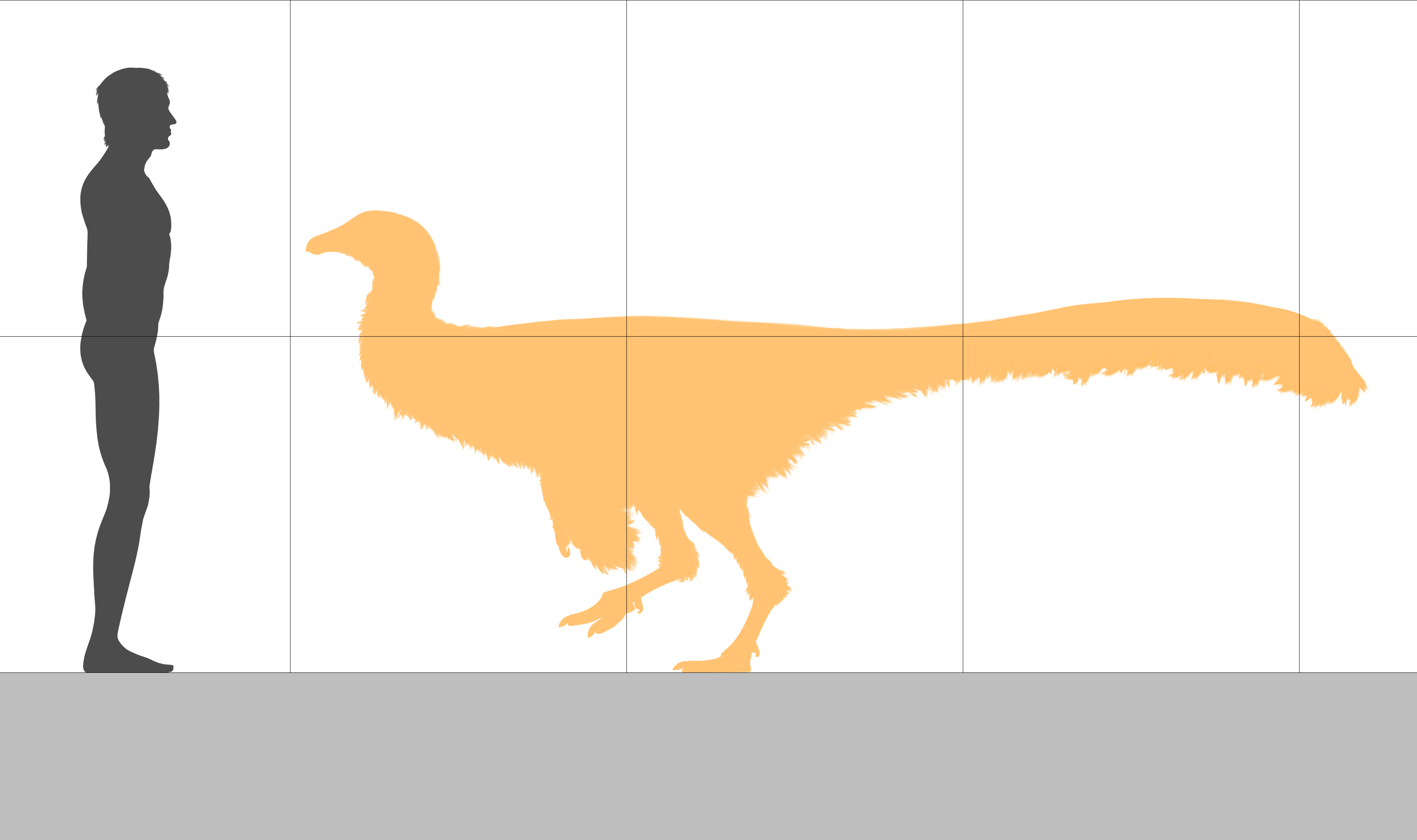
Розмір